# Seven Pacific
Le Seven Pacific est un navire de services qui peut être utilisé comme navire poseur de canalisations et navire-grue. Le navire appartient à l'entreprise de services offshore Subsea 7. Il navigue sous le pavillon de l'île de Man et son port d'attache est Douglas.

## Histoire
Seven Pacific a été construit au chantier naval néerlandais  IHC Merwede à Krimpen aan den IJssel  et Hardinxveld-Giessendam (agglomération de Rotterdam). Il a été équipé d'une puissantes grue développée par Huisman à Schiedam.
Seven Pacific est capable de réaliser des travaux de pose de tuyaux flexibles  à des profondeurs allant jusqu'à 3.000 mètres. Il est équipé d'une grue d'une capacité de 250 tonnes, d'une grue annexe de 30 tonnes et d'une tour de pose de canalisations d'une capacité de tension de 260 tonnes. Son pont de travail d'une superficie de 1.700 m² est conçu pour une charge maximale de 10 tonnes/m². Les tuyaux flexibles sont placés sous le pont sur deux carrousels d'une capacité de 1.250 tonnes chacun. 
Le navire dispose de deux sous-marins télécommandés (ROV) capables d'effectuer des tâches à des profondeurs allant jusqu'à 3.000 mètres.
Le déplacement sur zone d'exécution des travaux est effectué à une vitesse opérationnelle de 13 nœuds. La précision de positionnement est assurée par le système de positionnement dynamique, et la centrale de propulsion se compose de quatre moteurs Wärtsilä d'une capacité de  3.36 et 3,84 MW.
Il dispose à bord de cabines pour 100 personnes. La livraison du personnel et de la cargaison peut être effectuée à l'aide de l'hélipad en aluminium, qui est conçu pour recevoir des hélicoptères de type  Sikorsky S-92 ou Super Puma, jusqu'à 12,8 tonnes.

## Galerie

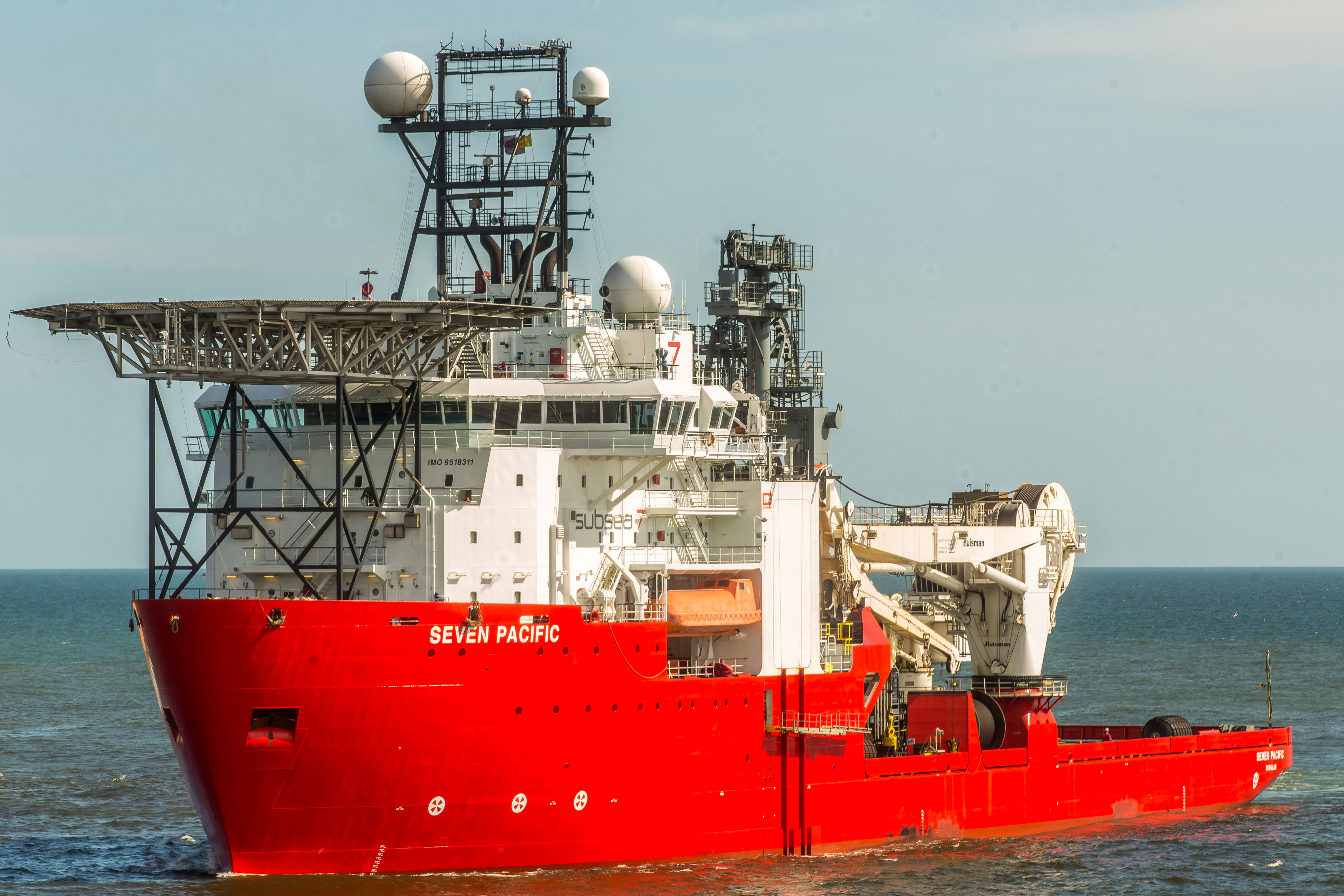
Seven Waves en 2010
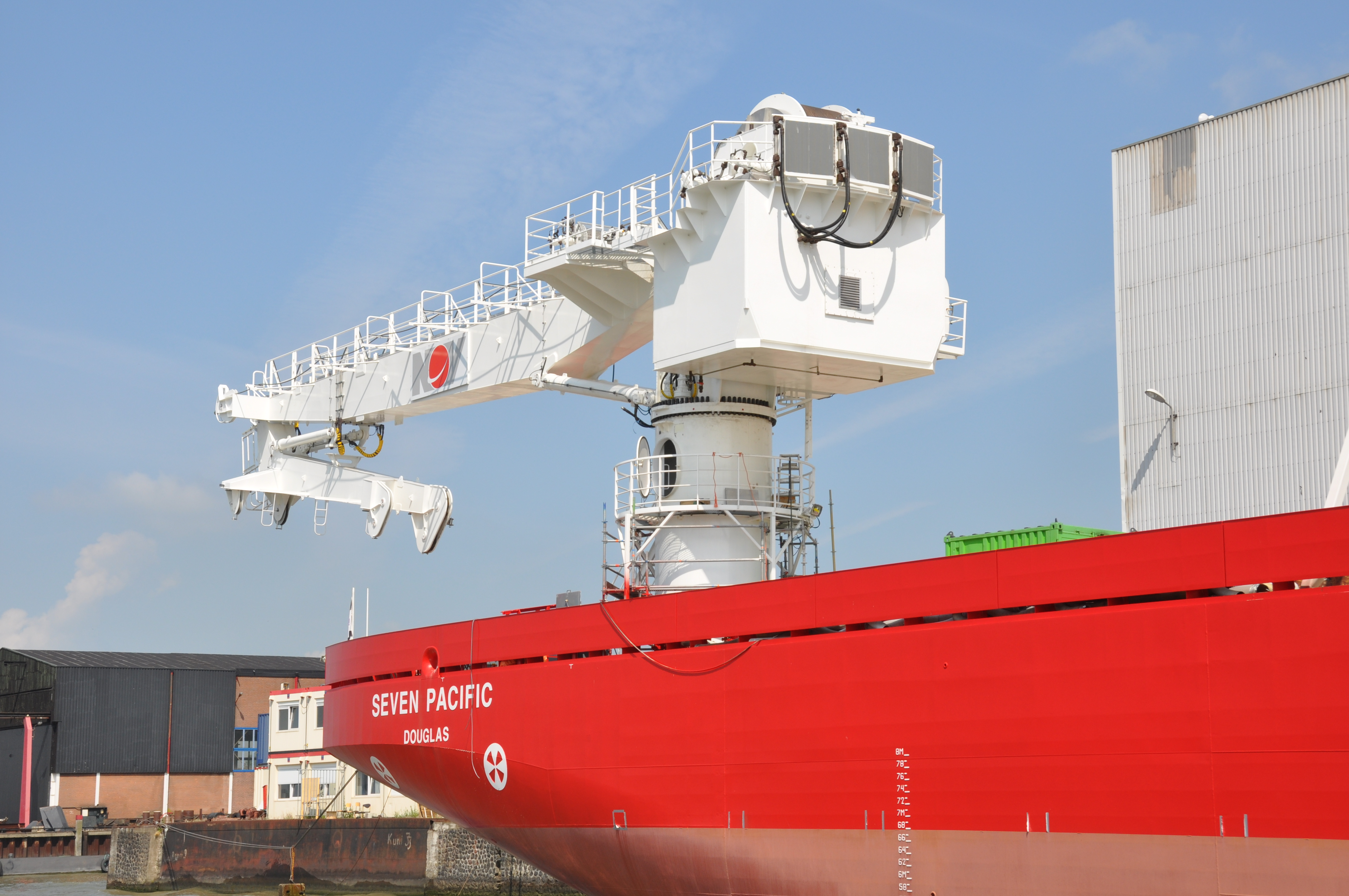
Grue arrière de 30 t
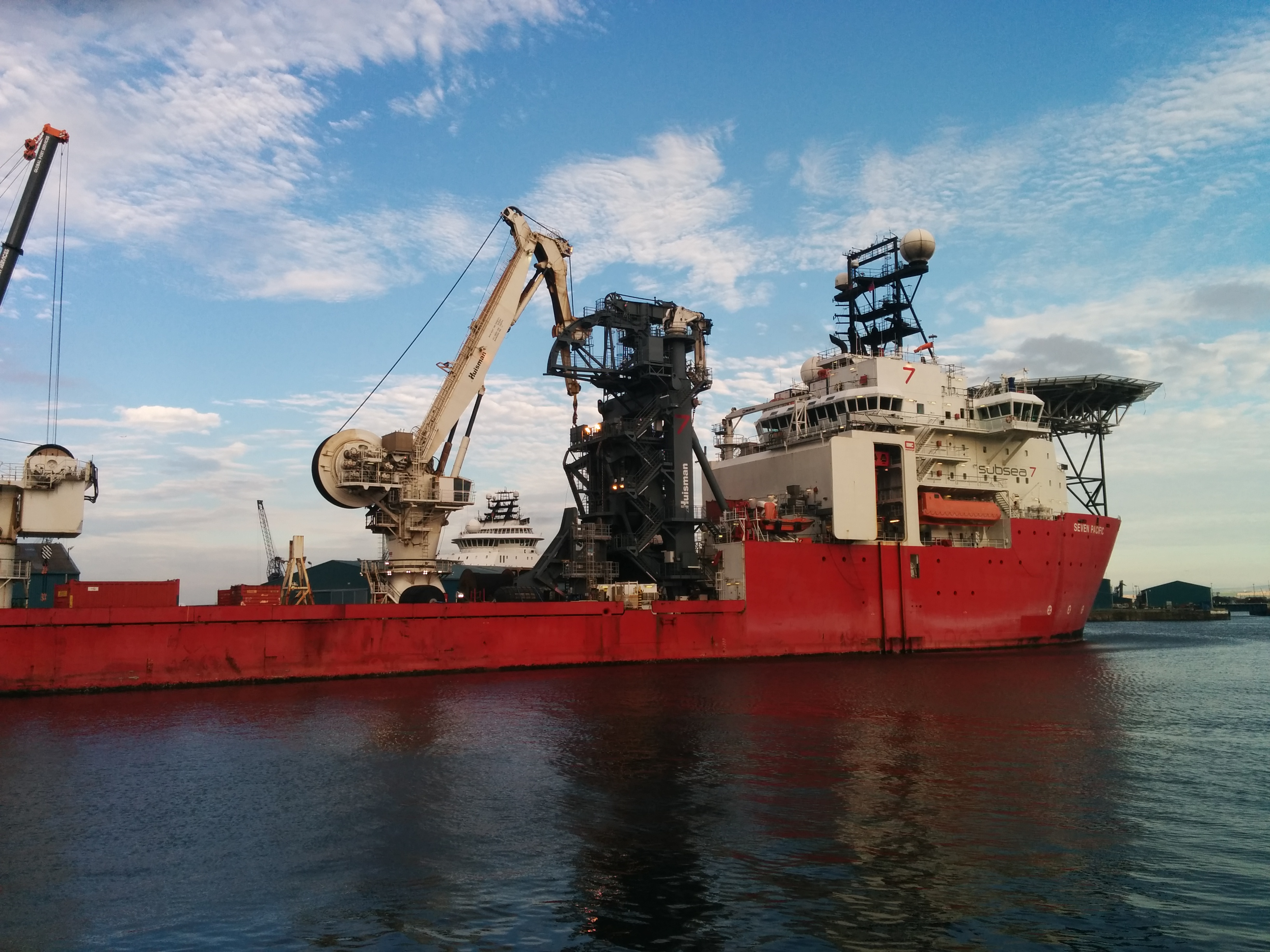
Grue principale

### Articles externes
- Seven Pacific - Site marinetraffic

- Seven Seas - Site Flotte Subsea 7
- Seven Pacific Site Subsea 7